# Guano

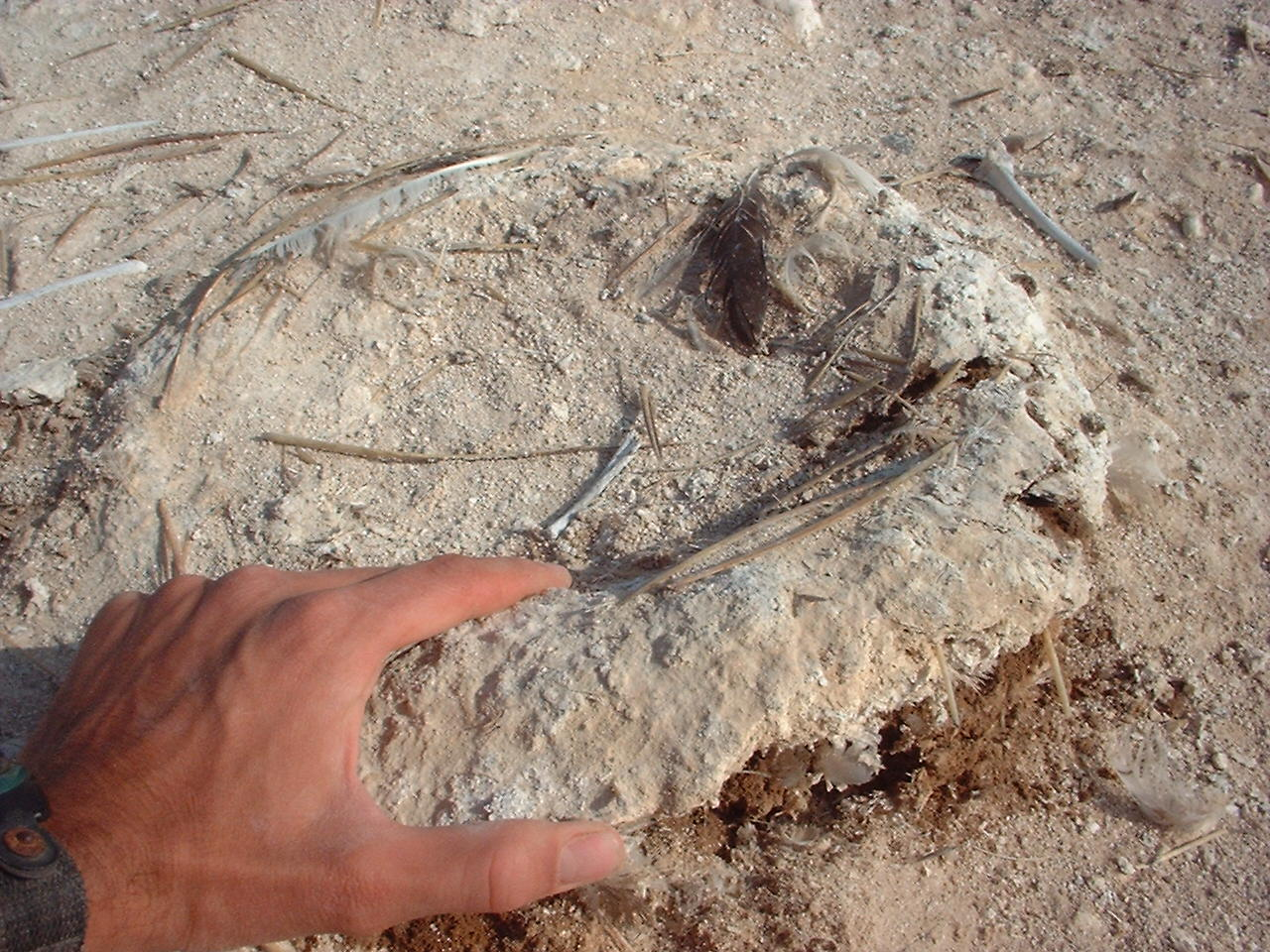
Guano.

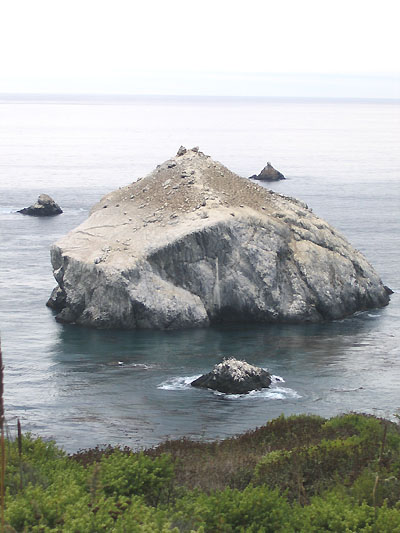
Geheel door guano bedekte rots voor de kust van Californië (VS)

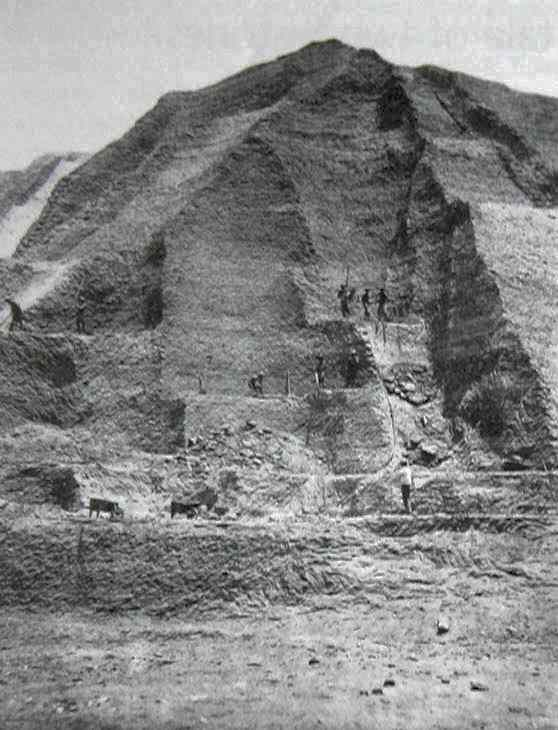
Winning van guano omstreeks 1860

Guano is een natuurlijke afzetting bestaande uit de gedroogde uitwerpselen van dieren, en is bekend om de zeer hoge concentratie meststoffen die erin zit. De guano uit Chili bevat een zeer hoge concentratie natriumnitraat en wordt daarom ook wel chilisalpeter genoemd.
Het woord guano stamt van de door de inheemse Andesbewoners gebruikte taal Quechua en heeft betrekking op elke vorm van mest die voor bemesting in de landbouw wordt gebruikt.
Guano wordt in zeer grote hoeveelheden aangetroffen op bepaalde eilanden in de Grote Oceaan en op plaatsen in Chili en Peru. Het ontstaat meestal op droge open plaatsen waar vogels, met name zeevogels, massaal en vaak duizenden jaren lang samenkomen, waardoor er meer uitwerpselen bij komen dan er worden afgebroken. Voorbeelden van zulke vogels zijn jan-van-genten, meeuwen en aalscholvers, maar ook andere dieren. Als het te vochtig is of het veel regent, rotten de uitwerpselen weg, maar bij droogte vormen ze een harde, turfachtige plak, die vanwege de chemische verbindingen die erin zitten behoorlijk stinkt.
Guano is rijk aan fosfaten en natriumnitraat, en werd daarom in het verleden veel geoogst om als mest te dienen. Zo gebruikten de Inca's bijvoorbeeld de guano van de Chincha-eilanden. Winning is tegenwoordig grotendeels verboden omdat de vogels gestoord werden tijdens het broeden, zodat ze de eieren verlieten en er vervolgens grote delen van kolonies uitstierven. Bovendien is de guano tegenwoordig verdrongen door de ontwikkeling van kunstmest door de chemische industrie. Voor bemesting is guano vervangen door in fabrieken gesynthetiseerde nitraatverbindingen.
Niet alleen vogels, maar ook dinosauriërs hadden soms een vaste poepplek, zoals kuilen of grotten, waar in de loop der tijd een metersdikke laag guano is ontstaan. Ook vleermuizen, die in de tropen massaal en vaak op dezelfde plek slapen, hangen meestal boven een dikke laag van de eigen mest, waarin vaak een scala aan gespecialiseerde dieren leeft.
Net zoals plantaardige afzettingen zoals turf of veen kan ook guano bij totale afsluiting van lucht verstenen; bij planten ontstaat dan eerst bruin- en later steenkool, bij dierenmest wordt dit gesteente coproliet genoemd.

## Geschiedenis en gebruik
Guano werd vooral gebruikt als mest. Daarnaast was het een bron van nitraten voor de springstoffenindustrie, zoals de fabricage van buskruit. In 1804 had Alexander von Humboldt naar verluidt al enkele guano-monsters vanuit Peru mee naar Europa genomen, nadat hij ter plaatse al enkele bemestingsexperimenten had verricht. In 1841 namen Britse schepen als ballast guano mee naar Groot-Brittannië, waar men succesvolle experimenten met guano uitvoerde. In 1843 volgde de eerste import naar Nederland, waar de firma's Mees & Moens en Lenardson & Co. het ter verkoop aanboden. Vrijwel onmiddellijk daarop begonnen een aantal Nederlandse grootgrondbezitters met bemestingsexperimenten. Guano werd beschreven als een voor den landbouw onmisbaren mestspecie. Voordeel van guano boven beer waren de geringere transportkosten, het gemak van uitrijden en het onkruidvrij zijn. Men concludeerde dat 1 ton guano overeenkwam met 33 ton gewone mest.
Nadeel was echter de beperkte beschikbaarheid ervan en de schade die aan het milieu werd aangericht door het afgraven van complete eilanden en de verstoring van de vogelwereld. De mijnwerkers waren meestal koelies die onder erbarmelijke omstandigheden moesten werken. Ook leidde de schaarste tot oorlog, aangezien Spanje de guano-rijke eilanden voor de kusten van Chili en Peru claimde, en van 1864-1866 de Chincha-eilandenoorlog tegen haar voormalige koloniën voerde.
In een tijdsverloop van 15 jaar waren de belangrijkste voorraden uitgeput. De regering van de Verenigde Staten stelde in 1856 een decreet op (de Guano Islands Act) waarbij elk guano-eiland dat op een vreedzame manier in bezit werd genomen, automatisch aan de Verenigde Staten toeviel. Er werden 100 eilanden geclaimd, waarvan nog altijd 10 in bezit van de Verenigde Staten zijn.
Door de uitputting van de voorraden aan de Peruviaanse kust begon men ook andere guano-voorraden aan te spreken op diverse plaatsen in de wereld. Deze waren echter van geringere kwaliteit. De invoer van guano in Nederland bedroeg in 1845 ongeveer 600 ton, en nam daarna toe tot een maximum van 6,9 kton omstreeks 1870, waarna de import daalde tot 5,1 kton omstreeks 1880 en 3,4 kton omstreeks 1890. Het gemiddelde verbruik in Nederland bedroeg 3 kg/ha. Langzaamaan werd de guano verdrongen door chilisalpeter, Thomasslakkenmeel en andere kunstmestsoorten. Wel was er in de statistieken nog sprake van, uit organische afval bereide, kunstguano.